# レチノイドX受容体
レチノイドX受容体（レチノイドXじゅようたい、英: retinoid X receptor、略称: RXR）は、9-cis-レチノイン酸や9-cis-13,14-ジヒドロレチノイン酸によって活性化される核内受容体の一種である。9-cis-レチノイン酸の内因的重要性に関しては議論があり、9-cis-13,14-ジヒドロレチノイン酸が内因性のRXR選択的アゴニストである可能性がある。ベキサロテンは、レチノイン酸受容体を活性化しないRXR特異的活性化薬である。
RXRには、RXR-α、RXR-β、RXR-γの3種類が存在し、それぞれRXRA、RXRB、RXRG遺伝子によってコードされている。
RXRは、CAR、FXR、LXR、PPAR、PXR、RAR、TR、ER、VDRなど複数の核内受容体とヘテロ二量体を形成する。RXRはpermissiveなコリプレッサーであり、RXRをコードする6つのアレルのうちいずれか1つのみが正常な発生と健康に必要とされる。こうした理由により、RXR経路が9-cis-レチノイン酸分子種によって駆動される自身の内因的活性を有するものであるのか、それとも単に他の経路、主にレチノイン酸受容体経路に参加しているだけであるのかを推定することは困難である。RXR遺伝子のノックアウトは肥満抵抗性を引き起こし、一方ベキサロテンによる治療は重度の甲状腺機能低下症を引き起こす。これらのことから、RXR経路は少なくとも甲状腺ホルモン受容体経路の調節に機能していることが示唆される。
他のII型核内受容体と同様に、リガンド非存在下のRXRヘテロ二量体はコリプレッサータンパク質と複合体を形成してホルモン応答エレメント（hormone response element）に結合する。RXRへのアゴニストの結合はコリプレッサーの解離とコアクチベーターのリクルートを引き起こし、下流の標的遺伝子のmRNAへの転写、そして最終的にはタンパク質への翻訳を促進する。